# La Isabela
La Isabela fut le deuxième établissement permanent construit à Hispaniola par Christophe Colomb et ses hommes dans la conquête du Nouveau Monde. Le site a été localisé près de la ville dominicaine de Puerto Plata.

## Histoire
Le 27 novembre 1493, Colomb est de retour à Hispaniola, sur le site du fortin qu'il a laissé à La Navidad (situé aujourd'hui près de Cap-Haïtien), plus de huit mois auparavant. Mais, la colonie a connu des conflits armés avec les Taïnos, le fortin a été incendié et les 39 hommes laissés sur le site sont décédés, pour la plupart tués par les Taïnos.

### Fondation de la ville
Face à cet échec, le navigateur décide de fonder le 2 janvier 1494 une nouvelle colonie permanente, toujours sur la côte nord de l'île (à l'emplacement exact de l'actuelle petite ville de Villa Isabela). Il la baptise « La Isabela » en l'honneur de la reine Isabelle la Catholique et y passe les quatre mois suivants à organiser la colonie, qui pendant un certain temps devient le siège de l’administration coloniale de l’île dont Bartolomeo, son frère cadet qui, cette fois-ci, l'accompagne, a été nommé gouverneur. La ville fut bâtie dans le style médiéval, les bâtiments publics étant en pierre et la vingtaine de résidences étant faites de bois et palmes, avec un mur d'enceinte.

### Déclin et abandon
Bien que la colonie possède son hôtel de ville (le premier maire en fut Francisco Roldán Jiménez), ainsi qu'un tribunal, l'emplacement n'est pas adapté : si les carrières de pierre sont proches et les terres fertiles, la région manque d'eau potable et le mouillage pour les vaisseaux n'y est pas favorable. De plus, les forts vents venant du nord laissèrent croire aux colons qu'ils étaient la cause des nombreuses épidémies dont les Européens étaient atteints. De ce fait, l'établissement destiné à jouer le rôle de capitale périclite très vite et sa fonction passe à « Nueva Isabela », ville fondée en 1497 sur la côte sud (en 1502, un ouragan ravagea cette dernière, qui sera remplacée par Santo Domingo de Guzmán bâtie à proximité (aujourd'hui appelée Saint-Domingue).

### Les ruines actuelles
- La Maison de l'Amiral est le plus important bâtiment de La Isabela et l'un de ceux qui présentent le meilleur état de conservation. Elle est la seule maison que Christophe Colomb a possédé en Amérique. C'est une construction de caractère militaire de deux étages avec mirador. Les murs sont en excellent état, sur une soixantaine de centimètres de hauteur, tout comme le seuil de la porte principale et quelques vestiges de la chaussée.

- L’église, dont les fondations sont conservées, fut le lieu de la célébration de la toute première messe du Nouveau Monde, le 6 janvier 1494, par le père Bernardo Boyl[4]. Au cours de fouilles de 1985, les ouvrages de maçonnerie ont été restaurés.

- La Alhóndiga (mot grec qui signifie « tout ensemble ») a été une sorte de magasin d'outils, d'aliments ou de produits de valeur, transportables en Espagne.
- Le cimetière fut localisé grâce à la découverte du squelette d’un officier espagnol, bras croisés sur la poitrine.

Le site a longtemps été occupé par des familles, mais à l'heure actuelle, les terres de la région sont la propriété de l'État de la République dominicaine.